# إدارة كولون
إدارة كولون (بالإنجليزية: Colón Department)‏ هي إدارة في هندوراس، بلغ عدد سكانها 309٬926 نسمة، في 2013، عاصمتها تروخيو، تبلغ مساحتها 8٬249 كيلومتر مربع، رمزها البريدي هو 32101.

## أعلام
- ساول مارتينيز